# Pelagia (helgon)
Pelagia, även Pelagia av Jerusalem och Pelagia den Botfärdiga, är ett helgon som enligt traditionen levde på 200-talet eller 400-talet. Hon sägs komma från Antiokia och legenden har bland annat blandats samman med helgonberättelserna om Pelagia från Antiokia och Pelagia av Tarsus. Pelagia var en vacker och syndig danserska som blev frälst och levde som asket sina sista år i på Olivberget i Jerusalem. Hon sägs ligga begravd i graven bredvid Himmelsfärdskapellet på Olivberget. Hennes helgondag är 8 oktober och hon är skyddshelgon för skådespelare och botgörare.

## Traditionen
Enligt legenden var Pelagia en mycket vacker och framgångsrik danserska som levde mycket utsvävande med många beundrare och älskare. En gång passerade hon en kristen gudstjänst med sitt följe och i utmanande kläder där Nonnos predikade. Alla åhörarna vände sig bort men Nonnos häpnade inför skönheten och menade att hon var vackrare till det yttre än han själv var på insidan. Vid ett annat tillfälle hörde Pelagia Nonnos predika och blev frälst. Hon ångrade sitt tidigare leverne och skänkte hela sin förmögenhet till Nonnos för vidarebefordran till de fattiga. Djävulen försökte få henne att ändra sig men hon valde att döpa sig och flytta till Jerusalem. I Jerusalem levde hon som eremit på Olivberget och utgav sig för att vara man och hon kallades den skägglöse munken. Hon levde så asketiskt för att botgöra sitt tidigare liv att hon dog efter bra tre år. Då upptäcktes att hon var kvinna och det uppdagades vem hon hade varit. Därefter begravdes hon på Olivberget.
Hennes dödsår anges ibland till 280 e.Kr. men eftersom Nonnos verkade på 400-talet anges även hennes levnad till det århundradet. Det fanns en kult som kopplades till Pelagia i Jerusalem på 500-talet.

## Övrigt
Pelagia är kopplad till basileianerna och avbildas ibland i deras munkkläder. Wilhelm von Brauns dikt Danserskan i Antiokia berättar historien om Pelagia.